# شیر کونداویتی
شیر کونداویتی 
(به تلوگویی: Kondaveeti Simham) فیلمی محصول سال ۱۹۸۱ و به کارگردانی کی. راگاوندرا رائو است. در این فیلم بازیگرانی همچون ن. ت. راما رائو، سری دوی، جایانتی، موهان بابو ایفای نقش کرده‌اند.